# Chip Ganassi Racing
Chip Ganassi Racing é uma organização automobilística estadounidense, fundado pelo empregador e ex-piloto Chip Ganassi em 1990. A equipe participou ou participa na CART, a NASCAR, a IndyCar Series, a GrandAm Rolex Sports Car Series, o Campeonato Mundial de Endurance da FIA e o Campeonato Global de Rallycross.
A equipe tem muito sucesso nos monospostos, obtendo onze títulos entre CART e IndyCar, e quatro vitórias nas 500 Milhas de Indianápolis. Destacam-se pilotos como Jimmy Vasser, Michael Andretti, Alex Zanardi, Juan Pablo Montoya, Dario Franchitti, Dan Wheldon e o multicampeão Scott Dixon. Enquanto, na NASCAR Cup Series, conseguiram vitórias com o pilotos Kyle Petty, Sterling Marlin, Joe Nemechek, Jamie McMurray e Montoya.
A rede de lojas de varejo Target Corporation foi seu patrocinador durante 17 anos (desde 1990 até 2017), e seus automóveis geralmente estavam pintadas de cor vermelho com detalhes amarelos ou brancos.

## História
O piloto Chip Ganassi surgiu no meio automobilístico nas 500 Milhas de Indianápolis de 1982 se tornando o estreante mais rápido dos treinos de classificação.O sucesso nas pistas fez com que Ganassi em 1988, se tornasse proprietário de sua própria equipe.
Na sua história, a Chip Ganassi revelou para o automobilísmo grandes talentos como o italiano Alex Zanardi (campeão da Champ Car de 1997 e 1998), o americano Jimmy Vasser (campeão de 1996) e o colombiano Juan Pablo Montoya (campeão de 1999 e vencedor das 500 Milhas de Indianápolis em 2000).
Em 2002,a equipe deixa a Champ Car e se junta a IndyCar Series vencendo no ano seguinte seu primeiro campeonato na categoria  com o piloto neozelândes Scott Dixon. Após um período sem títulos Scott Dixon volta a conquistar um campeonato da IndyCar Series para Chip Ganassi em 2008, dando início a uma série de hegemonia da equipe que faz de Dario Franchitti campeão mais três vezes em 2009 , 2010 e 2011.

## IndyCar

### ComoIndyCar Series

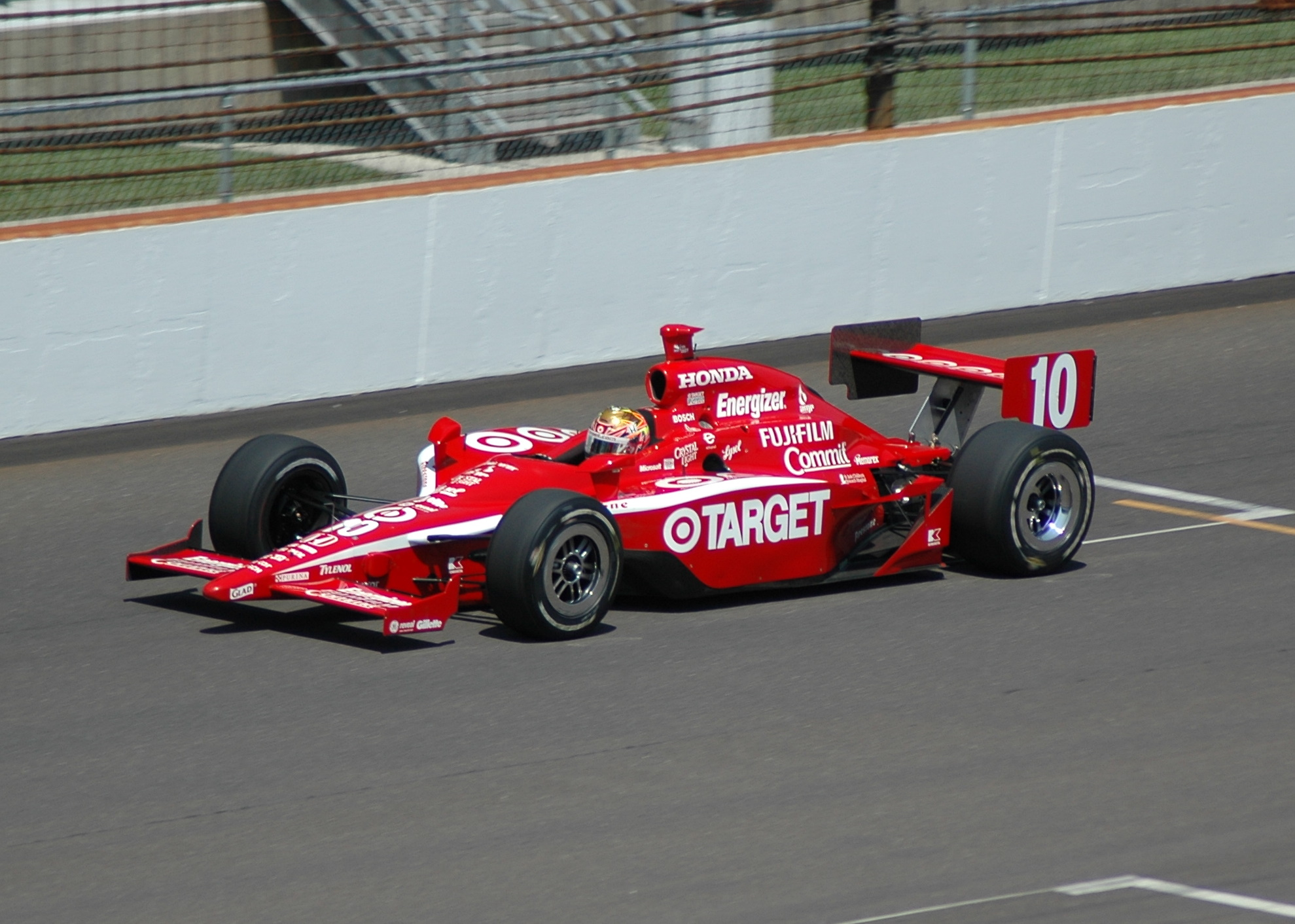
Carro de 2007, pilotado por Dan Wheldon

#### Pilotos
| Temporada     | Nome | Chassis | Motor     | Pneus | Pilotos                                                                 | Classificação |
| ------------- | --- | ------- | --------- | ----- | ----------------------------------------------------------------------- | ------------- |
| 2022 Detalhes | Huski Chocolate Chip Ganassi Racing PNC Bank Chip Ganassi Racing NTT DATA Chip Ganassi Racing                          | Dallara | Honda     | F     | Marcus Ericsson Scott Dixon Álex Palou Jimmie Johnson Tony Kanaan       |               |
| 2021 Detalhes | Huski Chocolate Chip Ganassi Racing PNC Bank Chip Ganassi Racing NTT DATA Chip Ganassi Racing                          | Dallara | Honda     | F     | Marcus Ericsson Scott Dixon Álex Palou Jimmie Johnson Tony Kanaan       |               |
| 2020 Detalhes | Huski Chocolate Chip Ganassi Racing PNC Bank Chip Ganassi Racing NTT DATA Chip Ganassi Racing                          | Dallara | Honda     | F     | Marcus Ericsson Scott Dixon Felix Rosenqvist                            |               |
| 2019 Detalhes | PNC Bank Chip Ganassi Racing NTT DATA Chip Ganassi Racing                                                              | Dallara | Honda     | F     | Scott Dixon Felix Rosenqvist                                            |               |
| 2018 Detalhes | PNC Bank Chip Ganassi Racing NTT DATA Chip Ganassi Racing                                                              | Dallara | Honda     | F     | Scott Dixon Ed Jones                                                    |               |
| 2017 Detalhes | Gallagher Chip Ganassi Racing NTT DATA Chip Ganassi Racing Novo Nordisk Chip Ganassi Racing                            | Dallara | Honda     | F     | Max Chilton Scott Dixon Tony Kanaan Charlie Kimball                     |               |
| 2016 Detalhes | Gallagher Chip Ganassi Racing Target Chip Ganassi Racing NTT DATA Chip Ganassi Racing Novo Nordisk Chip Ganassi Racing | Dallara | Chevrolet | F     | Max Chilton Scott Dixon Tony Kanaan Charlie Kimball                     |               |
| 2015 Detalhes | Target Chip Ganassi Racing                                                                                             | Dallara | Chevrolet | F     | Sage Karam Sebastián Saavedra Scott Dixon Tony Kanaan Charlie Kimball   |               |
| 2014 Detalhes | Target Chip Ganassi Racing                                                                                             | Dallara | Chevrolet | F     | Ryan Briscoe Scott Dixon Tony Kanaan Charlie Kimball                    |               |
| 2013 Detalhes | Target Chip Ganassi Racing                                                                                             | Dallara | Honda     | F     | Ryan Briscoe Scott Dixon Dario Franchitti Alex Tagliani Charlie Kimball |               |
| 2012 Detalhes | Target Chip Ganassi Racing                                                                                             | Dallara | Honda     | F     | Scott Dixon Dario Franchitti Graham Rahal Charlie Kimball               |               |
| 2011 Detalhes | Target Chip Ganassi Racing                                                                                             | Dallara | Honda     | F     | Scott Dixon Dario Franchitti Graham Rahal Charlie Kimball               |               |
| 2010 Detalhes | Target Chip Ganassi Racing                                                                                             | Dallara | Honda     | F     | Scott Dixon Dario Franchitti                                            |               |
| 2009 Detalhes | Target Chip Ganassi Racing                                                                                             | Dallara | Honda     | F     | Scott Dixon Dario Franchitti                                            |               |
| 2008 Detalhes | Target Chip Ganassi | Dallara | Honda     | F     | Scott Dixon Dan Wheldon Alex Lloyd Dario Franchitti                     |               |
| 2007 Detalhes | Target Chip Ganassi | Dallara | Honda     | F     | Scott Dixon Dan Wheldon                                                 |               |
| 2006 Detalhes | Target Chip Ganassi | Dallara | Honda     | F     | Dan Wheldon Scott Dixon                                                 |               |
| 2005 Detalhes | Target Chip Ganassi | Panoz   | Toyota    | F     | Scott Dixon Darren Manning Ryan Briscoe Jaques Lazier Giorgio Pantano   |               |
| 2004 Detalhes | Target Chip Ganassi | Panoz   | Toyota    | F     | Scott Dixon Darren Manning                                              |               |
| 2003 Detalhes | Target Chip Ganassi | Panoz   | Toyota    | F     | Scott Dixon Tomas Scheckter                                             |               |
| 2002 Detalhes | Target Chip Ganassi | Panoz   | Toyota    | F     | Jeff Ward                                                               |               |

Nas temporadas de 2000 a 2002 da IndyCar Series a Chip Ganassi Racing disputou somente as 500 Milhas de Indianápolis.
| Temporada     | Nome                | Chassis | Motor      | Pneus | Pilotos                                                     | Classificação |
| ------------- | ------------------- | ------- | ---------- | ----- | ----------------------------------------------------------- | ------------- |
| 2002 Detalhes | Target Chip Ganassi | Panoz   | Chevrolet  | F     | Bruno Junqueira Kenny Bräck                                 |               |
| 2001 Detalhes | Target Chip Ganassi | G-Force | Oldsmobile | F     | Bruno Junqueira Nicolas Minassian Jimmy Vasser Tony Stewart |               |
| 2000 Detalhes | Target Chip Ganassi | G-Force | Oldsmobile | F     | Juan Pablo Montoya Jimmy Vasser                             |               |

### ComoChamp Car

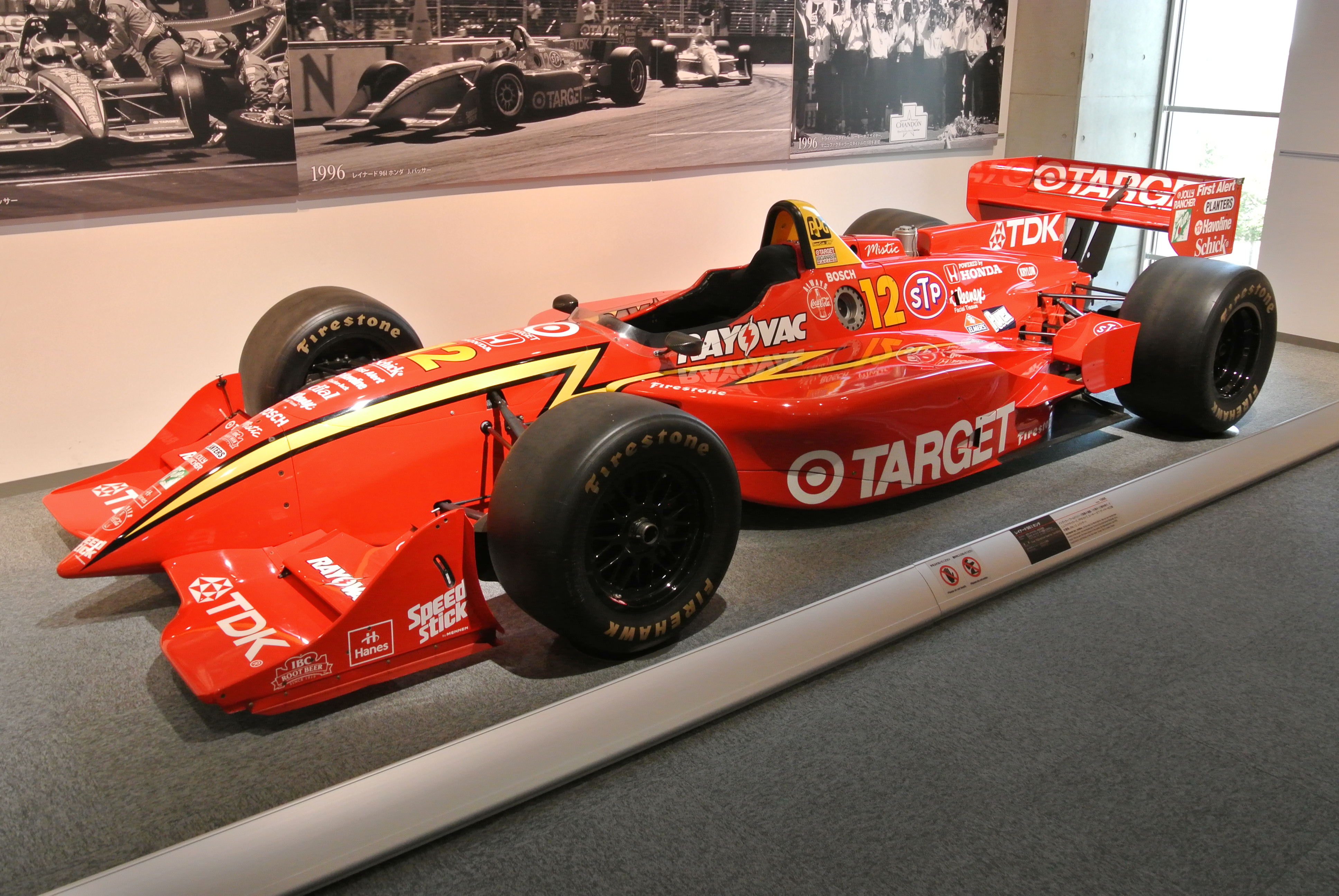
Carro de 1996 da Chip Ganassi Racing.

#### Pilotos
| Temporada     | Nome                | Chassis | Motor     | Pneus | Pilotos                                                    | Classificação |
| ------------- | ------------------- | ------- | --------- | ----- | ---------------------------------------------------------- | ------------- |
| 2002 Detalhes | Target Chip Ganassi | Lola    | Toyota    | F     | Bruno Junqueira Kenny Bräck Scott Dixon                    |               |
| 2001 Detalhes | Target Chip Ganassi | Lola    | Toyota    | F     | Bruno Junqueira Nicolas Minassian Memo Gidley Jimmy Vasser |               |
| 2000 Detalhes | Target Chip Ganassi | Lola    | Toyota    | F     | Juan Pablo Montoya Jimmy Vasser                            |               |
| 1999 Detalhes | Target Chip Ganassi | Reynard | Honda     | F     | Juan Pablo Montoya Jimmy Vasser                            |               |
| 1998 Detalhes | Target Chip Ganassi | Reynard | Honda     | F     | Alessandro Zanardi Jimmy Vasser                            |               |
| 1997 Detalhes | Target Chip Ganassi | Reynard | Honda     | F     | Alessandro Zanardi Jimmy Vasser Arie Luyendyk              |               |
| 1996 Detalhes | Target Chip Ganassi | Reynard | Honda     | F     | Jimmy Vasser Alessandro Zanardi                            |               |
| 1995 Detalhes | Chip Ganassi        | Reynard | Ford      | F     | Jimmy Vasser Bryan Herta Mike Groff                        |               |
| 1994 Detalhes | Chip Ganassi        | Reynard | Ford      | G     | Michael Andretti Mauricio Gugelmin                         |               |
| 1993 Detalhes | Chip Ganassi        | Lola    | Chevrolet | G     | Arie Luyendyk                                              |               |
| 1992 Detalhes | Chip Ganassi        | Lola    | Chevrolet | G     | Arie Luyendyk Eddie Cheever Didier Theys                   |               |
| 1991 Detalhes | Chip Ganassi        | Lola    | Chevrolet | G     | Eddie Cheever                                              |               |
| 1990 Detalhes | Chip Ganassi        | Lola    | Chevrolet | G     | Eddie Cheever                                              |               |

## NASCAR

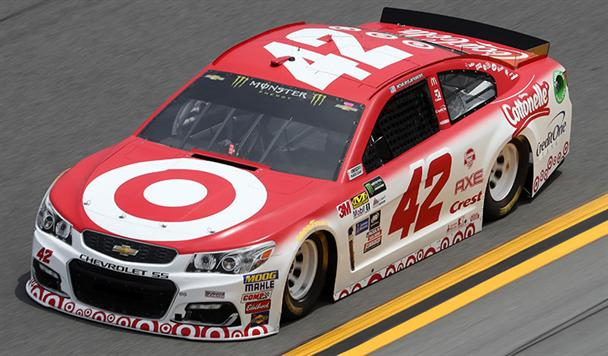
Carro da Chip Ganassi Racing na NASCAR.

Possui uma equipe na categoria desde 2001
Em dezembro de 2008 fechou uma parceria com a equipe Dale Earnhardt Inc controlada pela família do ex-piloto hepta-campeão da categoria Dale Earnhardt criando a equipe Earnhardt Ganassi Racing. Em 2014 voltou a ser Chip Ganassi Racing. Em 2021 vendeu a equipe para Trackhouse Racing de Nashville.

## Outras categorias

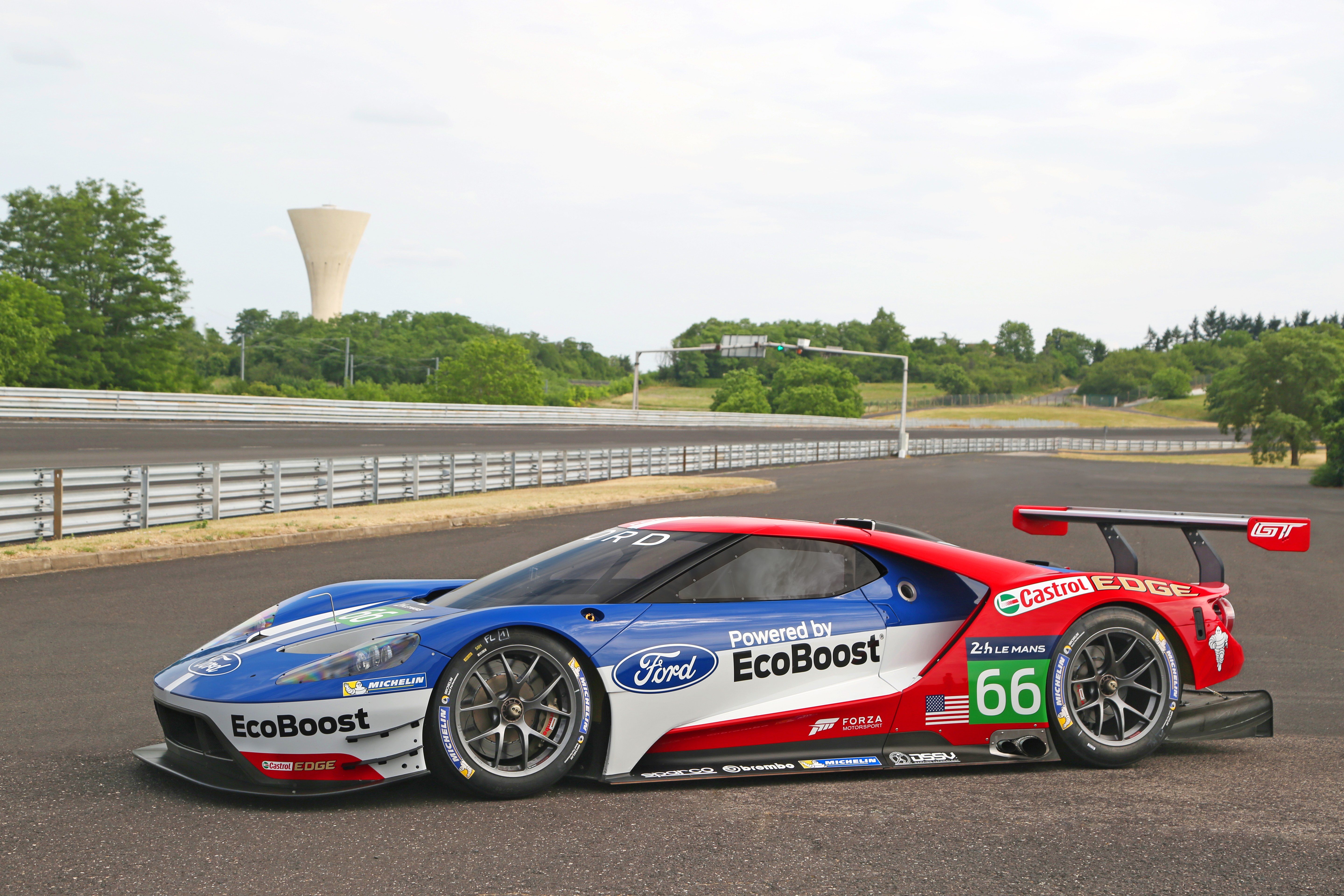
Ford GT GTE-Pro, competiu com a Chip Ganassi no Campeonato Mundial de Resistência da FIA de 2016 até 2019.

### Grand-Am
Possui uma equipe desde 2006 na categoria, inicialmente com o protótipo em parceria com a Lexus-Riley, foi campeão da categoria por três anos consecutivos em 2006, 2007 e 2008. A partir de 2010 mudou para BMW-Riley. A partir de 2011, entra como uma equipe solo na categoria e se torna a única equipe a ganhar as 24 Horas de Daytona, as 500 Milhas de Indianápolis e as 500 Milhas de Daytona no mesmo ano.

### United SportsCar Championship
Em 2012 foi uma das equipes da recém criada United SportsCar Championship, correndo com um protótipo Ford, a partir de 2017 corre somente na classse GTD.

### FIA WEC
A Chip Gananassi foi a equipe que marcou o retorno da Ford às 24 Horas de Le Mans em 2016 correndo somente na classe GT do WEC.